# Phaeocedus
Phaeocedus is een geslacht van spinnen uit de familie bodemjachtspinnen (Gnaphosidae).

## Soorten
De volgende soorten zijn bij het geslacht ingedeeld:
- Phaeocedus braccatus (L. Koch, 1866)
  - Phaeocedus braccatus jugorum Simon, 1914
- Phaeocedus fedotovi Charitonov, 1946
- Phaeocedus haribhaiius Patel & Patel, 1975
- Phaeocedus hebraeus Levy, 1999
- Phaeocedus mikha Levy, 2009
- Phaeocedus mosambaensis Tikader, 1964
- Phaeocedus nicobarensis Tikader, 1977
- Phaeocedus parvus O. P.-Cambridge, 1905
- Phaeocedus poonaensis Tikader, 1982